# Kaga-Kpoungouvou
Kaga-Kpoungouvou ist ein granitischer Inselberg im zentralafrikanischen Nationalpark Bamingui-Bangoran, der sich ungefähr 40 Kilometer von Bamingui entfernt in Richtung Ndélé zwischen den Dörfern Dangavo und Bangoran befindet.

## Beschreibung
Der Inselberg ist etwa 50 Meter hoch und hat einen Umfang von ungefähr 314 Metern. An seinen Hängen sind mehrere Öffnungen sichtbar, von denen die größte ostsüdöstlich ausgerichtet ist. Die üppige Vegetation in seiner Umgebung macht Kaga-Kpoungouvou zu einem bevorzugten Rückszugsort für Tiere.
Die Höhlen von Kaga-Kpoungouvou stehen zusammen mit Ndélé und dem Sultanspalast Tata seit 2006 in der Tentativliste für die Aufnahme ins UNESCO-Welterbe.

## Archäologie
An einem der Höhleneingänge fanden sich zahlreiche Keramikscheiben, die auf menschliche Anwesenheit während der Zeit des ostafrikanischen Sklavenhandels schließen lassen.

## Historische Bedeutung
Die Höhlen von Kaga-Kpoungouvou waren Zufluchtsorte der Gbagga, die sich dort vor den Sklavenfängern von Sultan Sénoussi versteckt hielten und von hier aus ihren Widerstand organisierten. Die Verstecke waren schwer auffindbar, da die Ausgänge mit großen Steinplatten verschlossen wurden.